# Пуэбло-Нуэво (Гуанахуато)
Пуэ́бло-Нуэ́во (исп. Pueblo Nuevo) — посёлок и административный центр одноимённого муниципалитета в мексиканском штате Гуанахуато. Численность населения, по данным переписи 2010 года, составила 3 741 человек.

## История
Посёлок был основан доном Васко де Кирога в 1540 году. В 1563 году он получил статус общины, а в 1853 году статус посёлка.